# Cortina

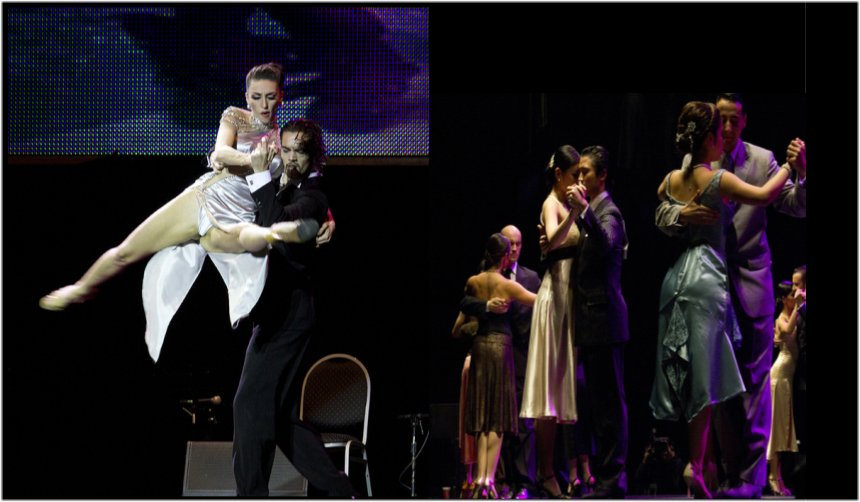
Tango

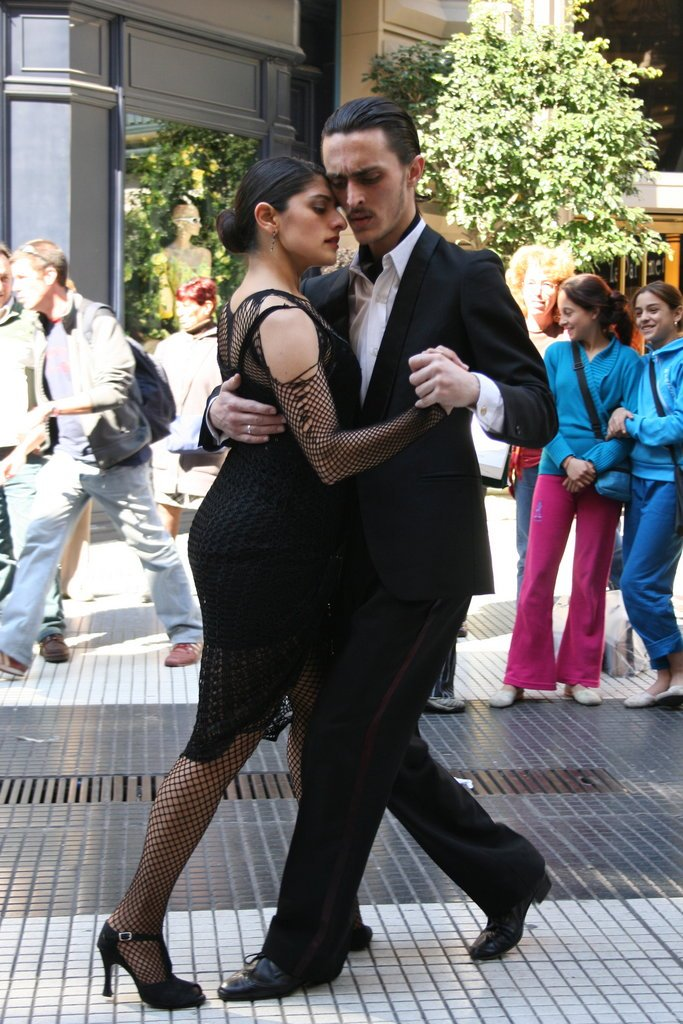
Tango, Buenos Aires

Cortina – w tangu argentyńskim krótki muzyczny przerywnik (20-60 sekund) pomiędzy tandami. Daje tancerzom czas aby zejść z parkietu po zakończeniu tandy i znaleźć nowego partnera do kolejnej. Dobrym zwyczajem jest podziękować sobie na koniec. Cortinas są wykorzystywane w Argentynie i Urugwaju, a coraz bardziej też w innych krajach.